# Bagasra
Bagasra és un poble de l'estat indi de Gujarat.
Bagasra és conegut per la seva artesania, com ara la imitació de joieria.

## Història
Fou un estat tributari de l'Índia a Kathiawar, presidència de Bombai. Estava format per 15 pobles i pagava un tribut de 255 lliures al gaikowar de Baroda i 154 al nawab de Junagarh. La capital era Bagasra a 21° 29′ N, 71° 00′ E / 21.483°N,71.000°E a les muntanyes Gir al centre de Kathiawar, amb una població el 1881 de 7.876 habitants el 80% hindús. Es va formar el 1525.
Un dels sobirans, Wala Sri Samat Desa va tenir tres fills i es van formar tres zamindaris: 
- El de Khari-Bagasra (o Ram Harsur Wala, nom del sobirà del 1914) governat per la dinastia Wala, branca Bhayani. Tenia 52 km² i 3.017 habitants el 1921. Fundat per Wala Sri Harsur Samat, fill de Wala Sri Samat Desa.

- El de Ram i Vira Mulu Wala (nom dels sobirans de la primera part del segle XX) amb 34 km² i 947 habitants el 1921, governat igualment per la dinastia Wala, branca Bhayani. Fundat per Wala Sri Godat Samat, fill de Wala Sri Samat Desa.

- I el d'Hadala, amb 65 km² i 5463 habitants el 1921, governat igualment per la dinastia Wala, branca Bhayani. Fundat per Wala Shri Vajsur Samat, fill de Wala Sri Samat Desa.